# Radoľa
Radoľa (in ungherese Radola) è un comune della Slovacchia facente parte del distretto di Kysucké Nové Mesto, nella regione di Žilina.